# Interés superior del niño
El principio del interés superior del niño, también conocido como el interés superior del menor o interés superior de la niñez, es un conjunto de acciones y procesos enfocados en garantizar un desarrollo integral y una vida digna.
Se trata de una garantía de que las niñas y los niños tienen derecho a que, antes de tomar una medida respecto de ellos, se adopten aquellas que promuevan y protejan sus derechos y no las que los conculquen. Así se tratan de superar dos posiciones extremas: el autoritarismo o abuso del poder que ocurre cuando se toman decisiones referidas a los niños y niñas, por un lado, y el paternalismo de las autoridades por otro.
El interés superior del niño es un concepto triple; es a su vez un derecho, un principio y una norma de procedimiento.
- Es un derecho que las niñas y niños tienen a que su interés superior sea una consideración que se prime al sopesar distintos intereses para decidir sobre una cuestión que les afecta.

- Es un principio porque se considera que si una disposición jurídica admite más de una interpretación, es ambigua o se contradice con otra, se elegirá aquella que otorgue mayor protección a los derechos de niñas, niños y adolescentes.
- Es una  norma de procedimiento, ya que el interés superior de la niñez será tomado como referencia al momento de tomar una decisión que afecte a niñas y/o niños. Al tener este principio como norma de procedimiento, se deberá incluir en el proceso una estimación de los posibles efectos de esa toma de decisión en los intereses de las niñas y niños. La toma de decisiones en este sentido, contiene dos momentos: la evaluación y determinación del interés superior. Cualquier toma de decisiones que se realice requerirá garantías procesales; se debe, por ejemplo, dejar patente y explicar cómo se ha respetado este derecho en la decisión.[2]